# 拉赫蒂M26輕機槍
拉赫蒂-薩洛蘭塔M26輕機槍（芬蘭語：Lahti-Saloranta M/26）由芬蘭槍械工程師艾莫·拉赫蒂和阿爾沃·薩洛蘭塔（Arvo Saloranta）共同於1926年設計完成，其優點是槍管可快速更換和準確性高，但缺點是容易受到污染而故障。由於M26祇生產了5,000挺，同時芬蘭軍隊又從蘇聯紅軍手上繳獲了8,000多挺DP輕機槍，故芬蘭軍隊使用得不多，當時每個芬蘭步兵排內就有兩個M26機槍組，每組兩個人，分別是射手和副射手，為步兵提供支援火力。

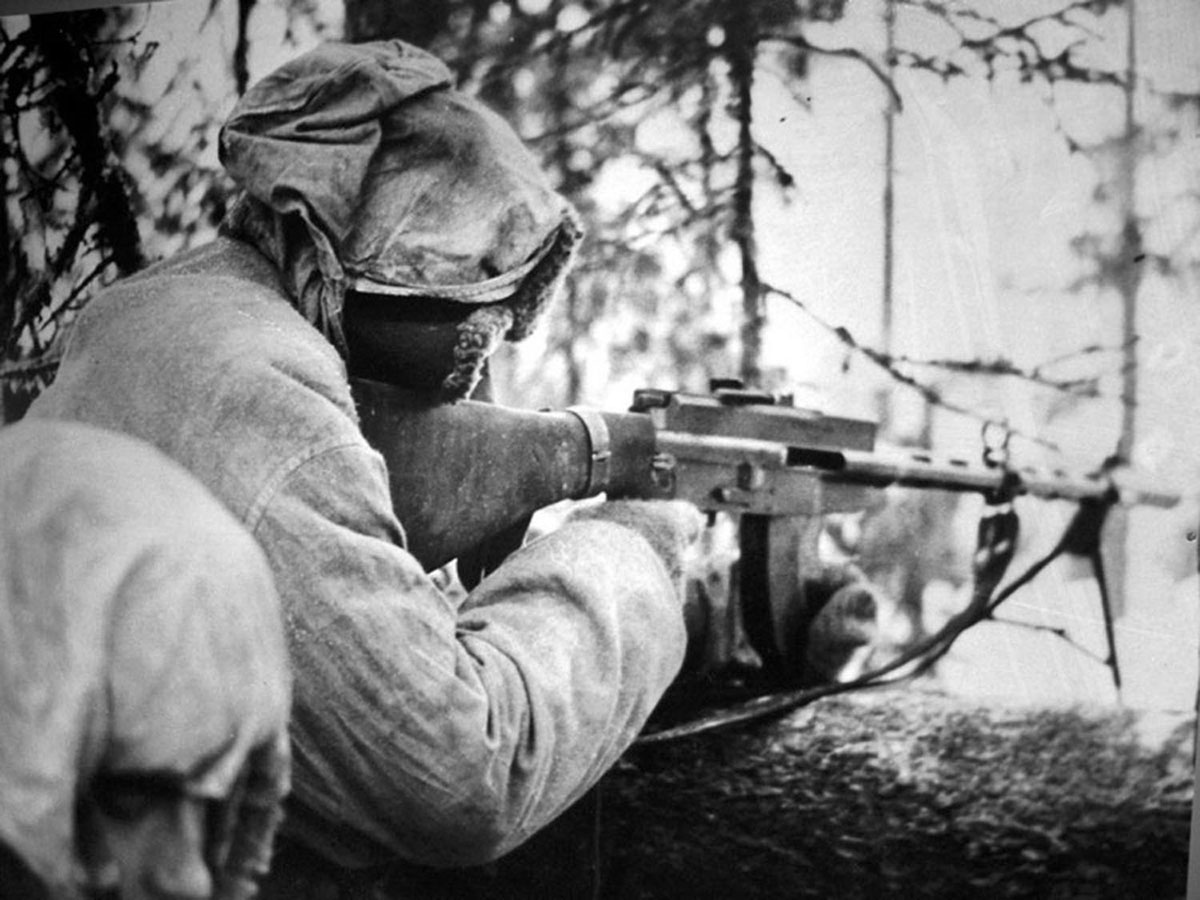
冬季戰爭時用M26向蘇軍開火的芬蘭士兵

## M26在中國
中華民國曾向芬蘭訂購30,000挺M26，希望把它們用於抗日戰爭，當時為此把其改為發射7.92×57毫米子彈，但由於日本政府向芬蘭施壓，最後只有1,200挺交到國民革命軍手上。

## 使用國家
- 芬兰
- 中華民國

## 流行文化

### 電子遊戲
- 2022年—《蔚藍檔案》：空井咲希的固有武器「RABBIT-26式機關槍」原型。